# Wu Fei
Wu Fei (Peking, China, 12 mei 1977) is een componiste, performer en improvisatie-artieste uit Peking, China. Ze speelt hoofdzakelijk op een Chinese zither genaamd guzheng, de Chinese variant van de Japanse koto. Daarnaast is ze ook actief als zangeres.
Fei studeerde composite op het China Conservatory of Music en Mills College (U.S.), waar ze les kreeg van Fred Frith. Er verscheen een gastbijdrage van haar op onder andere het album Eye to Ear van Frith en naderhand deed ze geregeld veel optredens met hem. Ze verhuisde naar New York, waar ze een aantal jaren in Brooklyn woonde om later te verhuizen naar Peking.
In 2007 publiceerde Fei haar debuutalbum A Distant Youth op Forrest Hill Records. Op dit album wordt ze bijgestaan door Fred Frith (gitaar), Carla Kihlstedt (viool) en Helge Andres Norbakken (percussie).
In 2008 kwam haar tweede album YUAN-缘 uit, dat geproduceerd werd door John Zorn voor zijn label Tzadik Records. Dit album bevat composities voor kamermuziek.
Wu Fei is een van de weinige wereldwijd toerende bespelers van de guzheng die eigen composities uitvoert. Meestal wordt het instrument gebruikt om klassieke, oude muziek te spelen.

## Discografie
- A Distant Youth
- YUAN-缘